# Raphiptera
Raphiptera és un gènere monotípic d'arnes de la família Crambidae. Conté només una espècie, Raphiptera argillaceellus,, que es troba a l'est d'Amèrica del Nord, on ha estat registrada a Labrador, Ontario, Wisconsin, Connecticut, Nova York, Quebec, Alberta i Michigan. El rang s'estén a Florida i Texas al sud-est i a Costa Rica a Amèrica Central. L'hàbitat es compon d'aiguamolls.

## Subspècies
- Raphiptera argillaceellus argillaceellus
- Raphiptera argillaceellus minimellus (Robinson, 1870)